# GW170814
GW170814 — гравитационно-волновой всплеск, обнаруженный гравитационно-волновыми обсерваториями LIGO и Virgo 14 августа 2017 года в 10:30:43 (UTC). Об обнаружении сигнала было объявлено 27 сентября 2017 года. Это четвёртое обнаружение гравитационных волн и первое обнаружение тремя детекторами, что дало более точные данные о местонахождении источника, ориентации объектов во время слияния и поляризации гравитационных волн. Полученные более точные данные хорошо согласуются с общей теорией относительности.
Анализ показал, что событие произошло в результате слияния двух чёрных дыр, масса которых составляет около 31 и 25 солнечных масс (M⊙), и это произошло на расстоянии 1,8 млрд световых лет от Земли. В результате слияния образовалась чёрная дыра массой 53 M⊙, а количество энергии, унесённой гравитационными волнами, составляет примерно три массы Солнца.
Это первый сигнал, обнаруженный одновременно тремя детекторами LIGO и Virgo, что дало лучшую точность обнаружения — площадь «подозреваемой области» на небесной сфере уменьшилась с 1160 до 60 кв. градусов.

## История
1 августа 2017 года был установлен детектор гравитационных волн в Италии и он начал совместную работу с американскими детекторами. На момент старта европейский детектор обладал меньшей точностью, нежели американские, но наличие трёх источников данных позволило улучшить точность.
Детектор Ливингстон (англ. Livingston) первым обнаружил сигнал, через 8 миллисекунд событие произошло на детекторе Хэнфорд (англ. Hanford), а Virgo вспринял сигнал через 14 миллисекунд после Ливингстона.
Совместная работа детекторов продолжалась до 25 августа.

## Научные результаты
Общая теория относительности предсказывает, что гравитационные волны должны иметь тензорную поляризацию. Полученные данные с трёх детекторов показывают, что теория хорошо подтверждается экспериментально.
Сеть из трёх детекторов позволила улучшить точность предполагаемой области источника, уменьшив область на 90 % с 1160 до 60 кв. градусов. Впервые получилось проверить экспериментально поляризацию гравитационных волн, что открыло новый класс экспериментов в гравитационно-волновой астрономии.